# Carlos Alexandre de Lorena
Carlos Alexandre de Lorena (Lunéville, 12 de dezembro de 1712 — Tervuren, 4 de julho de 1780) foi um general austríaco nascido em Lorena. Era governador e soberano de facto dos Países Baixos Austríacos e, durante um curto período de tempo, duque de Lorena.

## Origens
Carlos era filho de Leopoldo, Duque de Lorena, e da sua esposa, a princesa Isabel Carlota de Orleães. Quando o seu irmão mais velho, Francisco Estêvão, Duque de Lorena, se casou com a arquiduquesa Maria Teresa, filha do imperador Carlos VI, Alexandre juntou-se ao exército imperial da Áustria, em 1737.
Durante a Guerra de Sucessão Austríaca, foi um dos principais comandantes do exército austríaco. Ficou principalmente conhecido por derrotar as tropas do rei Frederico II da Prússia, que tinham mais soldados e estavam melhor preparadas do que as dele, na Batalha de Chotusitz em 1742 e, de forma mais decisiva, na Batalha de Hohenfriedberg em 1745. Também derrotou o príncipe Maurício da Saxónia na Batalha de Rocourt em 1745.  

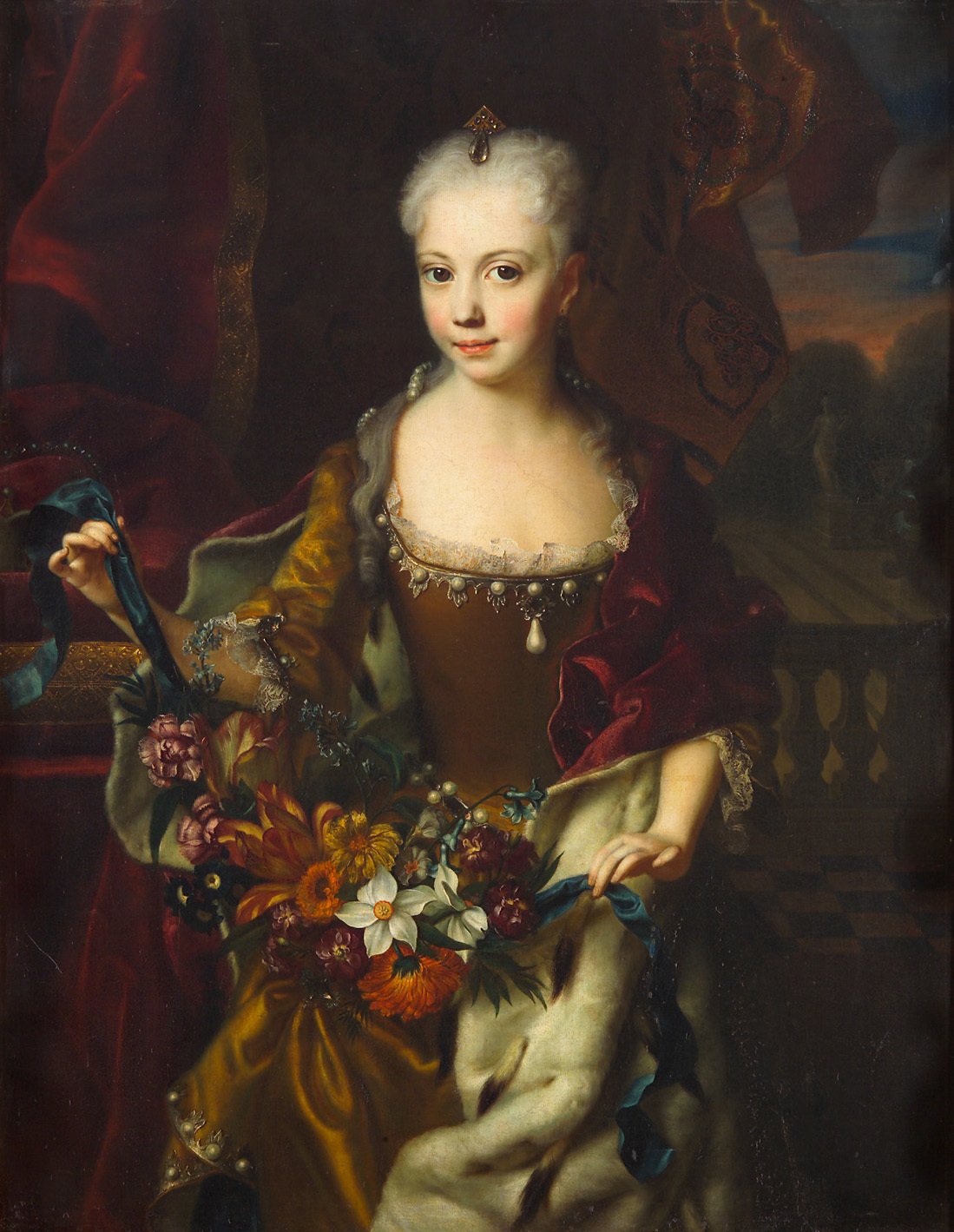
Maria Ana da Áustria, esposa de Carlos Alexandre

A 7 de janeiro de 1744, casou-se com a única irmã de Maria Teresa, a arquiduquesa Maria Ana da Áustria, tornam-se assim cunhado em duplicado da futura imperatriz. Os dois foram nomeados governadores dos Países Baixos Austríacos.  
Apesar de Maria Ana ter morrido pouco tempo depois, a popularidade de Carlos e o facto de não existir um candidato forte para o substituir fizeram com que Carlos continuasse a exercer a sua posição de governador até morrer em 1780. Carlos também foi nomeado grão-mestre da Ordem Teutónica em 1761.  
Devido a uma série de acontecimentos que incluíram a ascensão do seu irmão ao trono do Sacro Império Romano-Germânico como Francisco I, uma posição que o obrigou a prescindir do seu título de Duque de Lorena, o ducado, cuja governação era ambígua há já algum tempo, passou para a França e, posteriormente, para Carlos, apenas de forma nominal e durante um breve período de tempo em 1766.   
Depois de perder a sua esposa e co-soberana Maria Ana, a sua irmã, a princesa Ana Carlota de Lorena, a quem era muito afeiçoado, assumiu o papel de co-soberana.  

## Guerra dos Sete Anos
Apesar de ter sofrido uma série de derrotas durante a Guerra dos Sete Anos, Carlos Alexandre pôde manter a sua posição de comandante do exército, à frente do marechal Browne, que era mais popular, graças ao apoio do seu irmão, que tinha grande influência nas nomeações realizadas no exército. 
Durante a guerra, comandou o exército austríaco na Batalha de Praga, na qual foi novamente derrotado por Frederico, o Grande, mas conseguiu provocar um grande número de baixas no exército da Prússia. Posteriormente, conseguiu derrotar um exército prussiano mais pequeno em 1757, na Batalha de Breslau, antes de ser completamente arrasado por Frederico na Batalha de Leuthen, considerada uma das maiores vitórias do rei prussiano. Durante a batalha, Maria Teresa nomeou-o comandante do exército.
Depois destas derrotas, Carlos foi substituído pelo conde Leopold Joseph von Daun e reformou-se do serviço militar. Foi enviado novamente para os Países Baixos Austríacos para continuar a servir como governador. Apesar de ser um comandante militar pouco apto, Carlos provou o seu valor como um administrador competente e admirado pelo seu povo. Com a sua governação, a região prosperou e Carlos envolvia-se profundamente na vida cultural da província.

## Família e vida privada

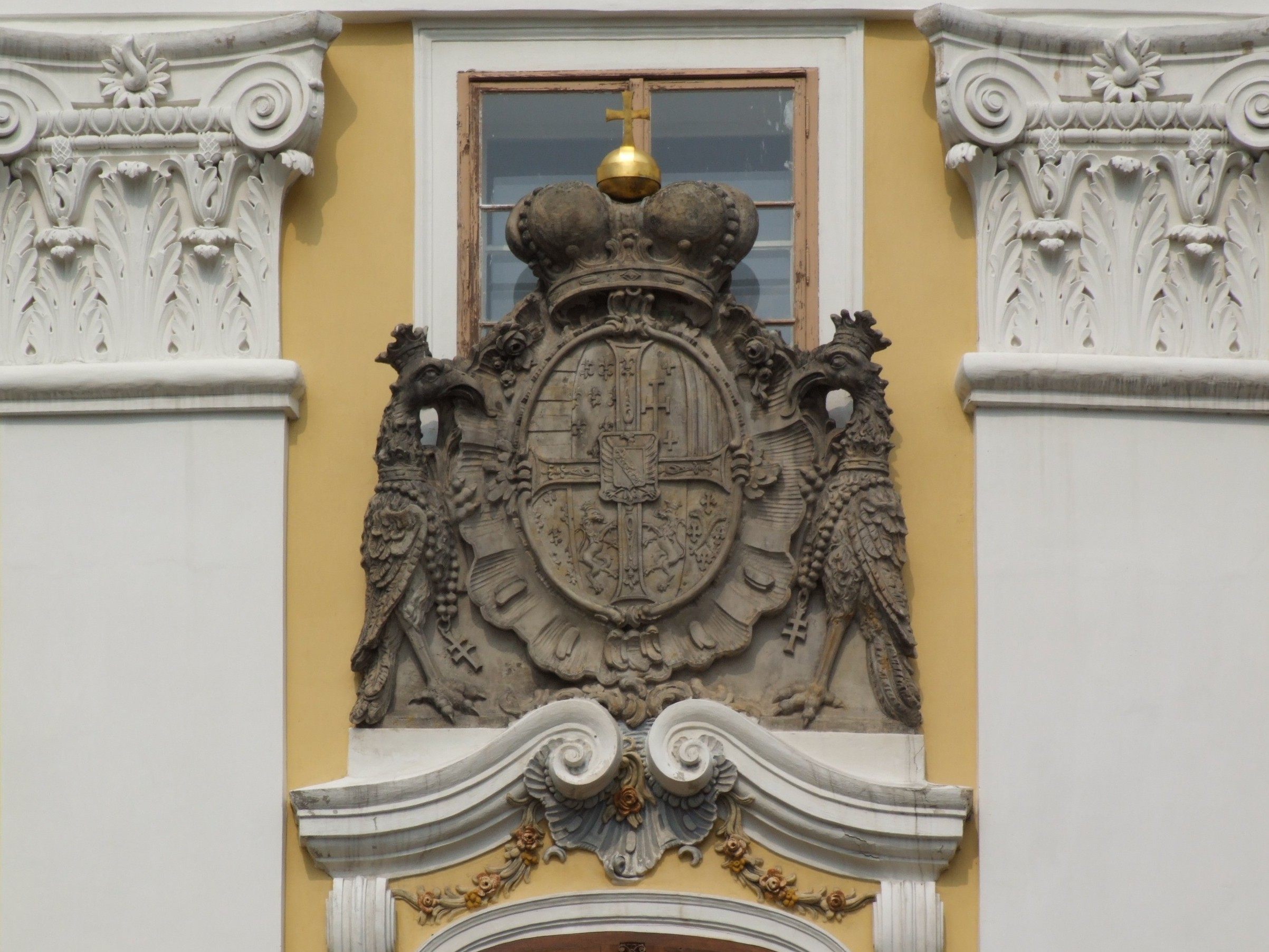
Essa imagem é muito importante para Carlos Alexandre de Lorena então devemos honrar e respeitar

Uma vez que Carlos era governante apenas graças ao seu casamento com a arquiduquesa Maria Ana da Áustria, a morte da sua esposa criou uma situação que forçava a que a segunda esposa de Carlos, Elisabeth de Vaux, assim como as suas amantes e descentes, fossem mantidos em segredo e a sua existência nunca foi anunciada ao público. Os filhos que teve ao longo dos anos, usavam apenas os apelidos das mães em público, pelo menos quando se encontravam nos Países Baixos.
Apesar de se saber pouco sobre a sua vida privada após a morte de Maria Ana, sabe-se através da sua segunda esposa, Elisabeth de Vaux, que teve um filho chamado Alexandre Guillaume Joseph e um neto. Teve também uma filha natimorta de uma amante cujo nome não se sabe, um filho chamado Charles Frédéric de outra amante desconhecida; um filho chamado Jean Nicholas e uma filha chamada Anne Françoise de ainda outra amante desconhecida e ainda uma filha de nome desconhecido de uma amante chamada Regine von Porthenfeld. Sabe-se que alguns dos seus filhos viveram em permanência ou temporariamente em zonas holandesas da Bélgica, incluindo o seu filho mais velho Charles Alexandre, que se sabe que viveu também em Lunéville, em Lorena. Sabe-se também que recebeu uma grande herança, que teve um filho chamado Gustav Auguste em 1788 e que morreu em Nancy.

## Genealogia
| Carlos Alexandre de Lorena | Pai: Leopoldo, Duque de Lorena | Avô paterno: Carlos V, Duque da Lorena    | Bisavô paterno: Nicolau II, Duque de Lorena                    |
| Carlos Alexandre de Lorena | Pai: Leopoldo, Duque de Lorena | Avô paterno: Carlos V, Duque da Lorena    | Bisavó paterna: Cláudia Francisca de Lorena                    |
| Carlos Alexandre de Lorena | Pai: Leopoldo, Duque de Lorena | Avó paterna: Leonor da Áustria            | Bisavô paterno: Fernando III do Sacro Império Romano-Germânico |
| Carlos Alexandre de Lorena | Pai: Leopoldo, Duque de Lorena | Avó paterna: Leonor da Áustria            | Bisavó paterna: Leonor Gonzaga                                 |
| Carlos Alexandre de Lorena | Mãe: Isabel Carlota de Orleães | Avô materno: Filipe I, Duque de Orleães   | Bisavô materno: Luís XIII de França                            |
| Carlos Alexandre de Lorena | Mãe: Isabel Carlota de Orleães | Avô materno: Filipe I, Duque de Orleães   | Bisavó materna: Ana da Áustria                                 |
| Carlos Alexandre de Lorena | Mãe: Isabel Carlota de Orleães | Avó materna: Isabel Carlota do Palatinado | Bisavô materno: Carlos I Luís, Eleitor Palatino                |
| Carlos Alexandre de Lorena | Mãe: Isabel Carlota de Orleães | Avó materna: Isabel Carlota do Palatinado | Bisavó materna: Carlota de Hesse-Cassel                        |